# Martin Mikovič
Martin Mikovič (Trnava, 12 settembre 1990) è un calciatore slovacco, attaccante dello Spartak Trnava.

## Carriera

### Club
Ha giocato nella prima divisione slovacca.

### Nazionale
Ha giocato nella nazionale slovacca Under-21.

## Palmarès

### Club

#### Competizioni nazionali
- Coppa di Slovacchia: 2

Spartak Trnava: 2021-2022, 2022-2023, 2024-2025